# Беккер, Готфрид Вильгельм
Готфрид Вильгельм Беккер (нем. Gottfried Wilhelm Becker; 22 февраля 1778, Лейпциг — 17 января 1854, Лейпциг) — немецкий медик, краевед и переводчик. Отец Карла Фердинанда Беккера.
В 1801 г. получил диплом врача и в дальнейшем практиковал в Лейпциге, уделяя также значительное внимание медицинскому просвещению. Опубликовал множество популяризаторских книг по медицине, в том числе «Полезные советы для моих друзей-ипохондриков» (нем. Guter Rath an meine Freunde die Hypochondristen) и «Новая домашняя и походная аптечка» (нем. Neue Haus- und Reiseapotheke, oder medicinisches Noth- und Hülfsbüchlein) — обе вышли в 1803 году, «Военно-полевой врач в военное и мирное время» (нем. Der Feld- und Wundarzt in Kriegs- und Friedenszeiten; 1806), четырёхтомное издание «Лекарства и курорты от лучших врачей всех времён» (нем. Recepte und Kurarten der besten Aerzte aller Zeiten; 1808—1811, ряд переизданий) и т. д.
В дальнейшем выступал также как автор краеведческой литературы, в том числе подробного издания «Описание Лейпцига и его окрестностей» (нем. Gemälde von Leipzig und seiner Umgebung; 1823). Сразу после Битвы народов выпустил брошюру «Сцены ужаса в Лейпциге в сентябре-октябре 1813 года» (нем. Leipzigs Schreckensszenen im September und October 1813), много позднее опубликовал две книги о Наполеоне. Беккеру принадлежат также первые немецкие переводы романов Фенимора Купера «Пионеры» (1824) и «Последний из могикан» (1826), а также книги Сильвио Пеллико «Мои темницы».